# Vulcano - Los Angeles 1997
Vulcano - Los Angeles 1997 (Volcano) è un film del 1997 diretto da Mick Jackson con protagonisti Tommy Lee Jones e Anne Heche.
Le riprese del film si svolsero dal 15 luglio 1996 al 17 ottobre 1996.

## Trama
Mike Roark, un dipendente del comune di Los Angeles, si appresta a passare una settimana con la figlia Kelly quando un lieve improvviso sisma cambia i suoi piani: insospettito, lascia la figlia in casa insieme a una baby sitter, e ritorna sul posto di lavoro in qualità di addetto del comune. Nella stessa giornata, dalla botola di un tunnel per la rete del gas sottostante la zona di MacArthur Park, fuoriesce un grosso getto di vapore e subito dopo un operaio rimasto ustionato afferma, prima di svenire, che sette dei suoi uomini sono bruciati vivi.
Mike viene allertato e si dirige sul posto per preannunciare la chiusura temporanea del parco. Decide allora di calarsi nella botola insieme a un collega, e scoprono che c'è davvero una bocca di vapore. Improvvisamente il suolo comincia a tremare, la percentuale di gas tossici aumenta, così come la temperatura; i due se la danno a gambe, prima di essere arrostiti dall'improvvisa fuoriuscita di vapori ad alta temperatura. Mike mette in quarantena la zona di MacArthur Park.
Certo di un possibile pericolo, Mike si rivolge alla geologa Amy Barnes, la quale prende in considerazione la remota possibilità di un'eruzione vulcanica. Scettico, proibisce alla geologa di calarsi nella botola per prendere dei campioni per via della pericolosità. Amy decide comunque di entrare di nascosto nella botola nel cuore della notte, accompagnata dall'amica-collega Rachel, per prendere dei campioni.
Amy, Mike e tutto il resto della popolazione di Los Angeles, sono però ignari del fatto che i pozzi di catrame del parco di La Brea hanno cominciato a bollire anormalmente, fino a far sprofondare lentamente la statua a forma di mammut. Durante la notte, verso le ore 5 e 14 del mattino, avviene una forte scossa di terremoto che manda la città in blackout: nel tunnel ferroviario della Linea Rossa (che passa proprio sotto MacArthur Park), le macerie travolgono in pieno un treno appena partito e, nel canale di scolo dove si trovano le due ragazze (gomito-gomito con il tunnel della Linea Rossa), la crepa si apre lasciando in bilico Rachel; nonostante Amy si sforzi per tirare su l'amica, quest'ultima viene travolta da una vampata di vapore ad altissima temperatura, morendo incenerita.
Mike si dirige verso i pozzi di catrame di La Brea, all'incrocio tra Wilshire Boulevard e Stanley Avenue, insieme alla figlia, in contatto col collega Emmith Reese, per rimanere aggiornati sulla situazione. Percorrendo Stanley Avenue i tombini schizzano in aria e cominciano a piovere cenere e sassi. Dai pozzi di catrame fuoriesce un'enorme colonna di fumo, dal quale saltano fuori delle palle di fuoco; nella zona si scatena l'inferno. Nel frattempo una squadra di soccorso ferroviario, con a capo Stan Olber quale responsabile della rete elettrica ferroviaria di Los Angeles, appreso della devastazione del treno sulla Linea Rossa, decide di dirigersi sul posto.
Mike assiste la dottoressa Jaye Calder, per salvare la vita a dei pompieri feriti da una palla di fuoco che ha colpito la loro autopompa. Tutto d'un tratto i boati assordanti si interrompono per qualche secondo e un sisma seguito da una violenta onda d'urto segna l'inizio di una vera e propria eruzione vulcanica. Dai pozzi di catrame fuoriesce un fiume di lava che invade Wilshire Boulevard. Mike affida la figlia lievemente ferita alla dottoressa Jaye Calder, che la trasporta al Cedars Hospital. La geologa Amy, appreso dell'eruzione, raggiunge Mike, che invano cerca di deviare il flusso di lava con un autobus.
La squadra di soccorso di Stan, arriva al treno e trae in salvo i passeggeri privi di coscienza, ma ancora vivi. Mentre un uomo della squadra nota il flusso di lava sotto il treno, Stan, sacrificando la propria vita, riesce a salvare il macchinista in tempo. Amy, venuta a sapere della tragedia del treno, intuisce che la lava si sta facendo strada nei tunnel artificiali e va quindi a perlustrare le zone circostanti per riuscire a scoprire qualcosa.
Con l'ausilio di squadre del comune, che allo stesso tempo hanno distrutto marciapiedi e strade per rallentare il flusso di lava, Mike e i suoi uomini creano un muro con delle barriere New Jersey di cemento armato in meno di dieci minuti e riescono a isolare Wilshire Boulevard da Fairfax Avenue e il flusso di lava si blocca. Dopo qualche minuto arrivano gli elicotteri antincendio che fanno solidificare la lava e spegnere il vulcano.
Nonostante i momenti di gloria, Amy capisce che non è ancora finita: la sismologa, infatti, raggiunge il tunnel della Linea Rossa e qui scopre che nonostante la lava si sia solidificata, delle macerie sono crollate fino a ricoprire l'intero treno, la temperatura si sta alzando in maniera repentina e, come se non bastasse, la cenere continua a cadere. Mike raggiunge la ragazza vicino a una botola della Linea Rossa, che una volta aperta ha emanato calore. Non si fidano di scendervi dentro, allora calano una telecamera che registra un improvviso flusso di lava ad alta velocità che sta attraversando Los Angeles attraverso il tunnel. Una volta che la lava raggiungerà un blocco, esploderà.
La situazione si complica: il tunnel della Linea Rossa termina proprio sotto il Cedars Hospital, dove Mike ha inviato quasi tutti i pazienti, compresa sua figlia Kelly. La lava raggiungerà l'ospedale in meno di trenta minuti; Mike lotta contro il tempo per escogitare un piano, e scopre che l'unico modo per spedire la lava nell'Oceano Pacifico è abbattere un grattacielo quasi a fine costruzione.
Le squadre del comune si occupano di far evacuare il grattacielo per farlo implodere, ma la figlia di Mike, Kelly, ne è ignara poiché alla ricerca di Tommy, un bambino sfuggito alla sua vigilanza. Dopo una lunga scossa di terremoto la lava zampilla fuori dalla strada e, certi che il grattacielo sia sgombro iniziano a farlo esplodere dalla base, scavando prima con gli esplosivi una fossa che si collega con un canale diretto nell'oceano. Mike riesce a vedere Kelly e si precipita da lei attraversando le esplosioni della dinamite. Il palazzo crolla, la lava fluisce nella fossa e si direziona nell'oceano, ma non c'è traccia di Mike, Kelly e Tommy. Dopo qualche istante Mike, Kelly e Tommy emergono dalle macerie sani e salvi. L'orrore è miracolosamente finito.
Poco prima dei titoli di coda la visuale si sposta sull'area metropolitana di Los Angeles, dove si vede il vulcano appena sorto, chiamato "Monte Wilshire", e viene dichiarato attivo.

## Promozione

### Tagline
(Tagline del film)

### Incassi
Il film ha incassato 122823468 $ a fronte di un budget di $90 milioni.

### Critiche
Il film ottenne critiche negative, dovute in gran parte alle numerose imprecisioni scientifiche; furono tuttavia apprezzati gli effetti speciali e la recitazione degli attori.